# Kristóf Deák
Dans le nom hongrois Deák Kristóf, le nom de famille précède le prénom, mais cet article utilise l’ordre habituel en français Kristóf Deák, où le prénom précède le nom.
Kristóf Deák (prononcé en hongrois : [ˈkriʃtoːf ˈdɛaːk]; né le 7 juin 1982) est un réalisateur, scénariste, producteur et monteur hongrois qui est surtout connu pour son travail sur Sing, qui lui a valu notamment l'Oscar du meilleur court métrage d'action en prises de vue réelles à la 89e cérémonie des Oscars en 2017,,.

## Biographie
Commençant ses études en génie électrique à l'Université polytechnique et économique de Budapest, il s'est ensuite réorienté vers le cours de production cinématographique de l'Université d'art dramatique et cinématographique de Budapest. Lors de ces études, il a appris le montage de ses camarades de classe et a ensuite travaillé comme monteur indépendant,. En 2010, il a terminé le cours de maîtrise en réalisation cinématographique et télévisuelle à l'Université de Westminster.
En 2011, il réalise des épisodes de la populaire série télévisée hongroise Hacktion.
En 2017, son court métrage Sing a remporté l'Oscar du meilleur court métrage d'action en prises de vue réelles.
El 2022, il a dirigé son premier long métrage Az unoka, un thriller de vengeance.

## Récompenses et distinctions
- Prix du Public – 32e Festival du Cinéma Européen de Lille (Sing, 2016) [9]
- Prix du Public – Festival Internacional du film de Lanzarote (Sing, 2016) [10]
- Prix du public – Festival international du film de Toronto, TIFF Kids (Sing, 2016) [10]
- Prix spécial Daazo.com – Budapest Friss Hús Fesztivál (Sing, 2016) [11]
- Grand Prix et Prix du meilleur court métrage – Compétition internationale – Short Shorts Film Festival & Asia (Sing, 2016) [12]
- Prix du Public – Sapporo Shortsfest, Japon (Sing, 2016) [13]
- Prix du jury adulte - Court métrage en prises de vue réelles - 34e Festival international du film pour enfants de Chicago (Sing, 2016) [14]
- Meilleur court métrage de fiction – 19e Olympia International Film Festival for Children and Young People (Sing, 2016) [15]
- Meilleur court métrage pour enfants 2e prix – Interfilm KUKI + TeenScreen Berlin (Sing, 2016) [16]
- Prix Lovas Nándor (pour le meilleur plan de film sur le pitchforum) – Festival Friss Hús (A legjobb játék, 2016) [11]
- Oscar du meilleur court métrage en prises de vue réelles - 89e cérémonie des Oscars (Sing, 2016) [17]
- Prix Balázs Béla (2017) [18]